# Чарльз Грін (аеронавт)
Чарльз Грін (англ. Charles Green; 31 січня 1785, Лондон — 26 березня 1870, Лондон) — відомий англійський аеронавт XIX століття. Професійно займався польотами на повітряних кулях. В період з 1821 по 1852 роки здійснив понад 500 успішних польотів і став першим в світі кому підкорилось це досягнення. У 1836 році, спільно з Томасом Монком Мейсоном та Робертом Холлондом, здійснив рекордний нічний переліт повітряної кулі на 480 миль (772 км) із англійського Лондона до Вайльбурга в герцогстві Нассау (Німеччина). На той момент це був новий світовий рекорд за відстанню польоту на повітряній кулі. Першим успішно застосував світильний газ, як альтернативу водню для наповнення оболонки повітряної кулі. Винайшов гайдроп — спеціальний канат з великою вагою, який дозволяв керувати повітряною кулею під час її приземлення. Британське товариство «British Balloon and Airship Club» (BBAC) заснувало трофей імені Чарльза Гріна Салвера («Charles Green Salver»), який вручають за виняткові льотні досягнення або внесок у розвиток польотів на повітряних кулях. Серед інших, цим трофеєм були нагороджені Бертран Піккар і Браян Джонс за їхній навколосвітній політ здійснений у 1999 році.

## Життєпис

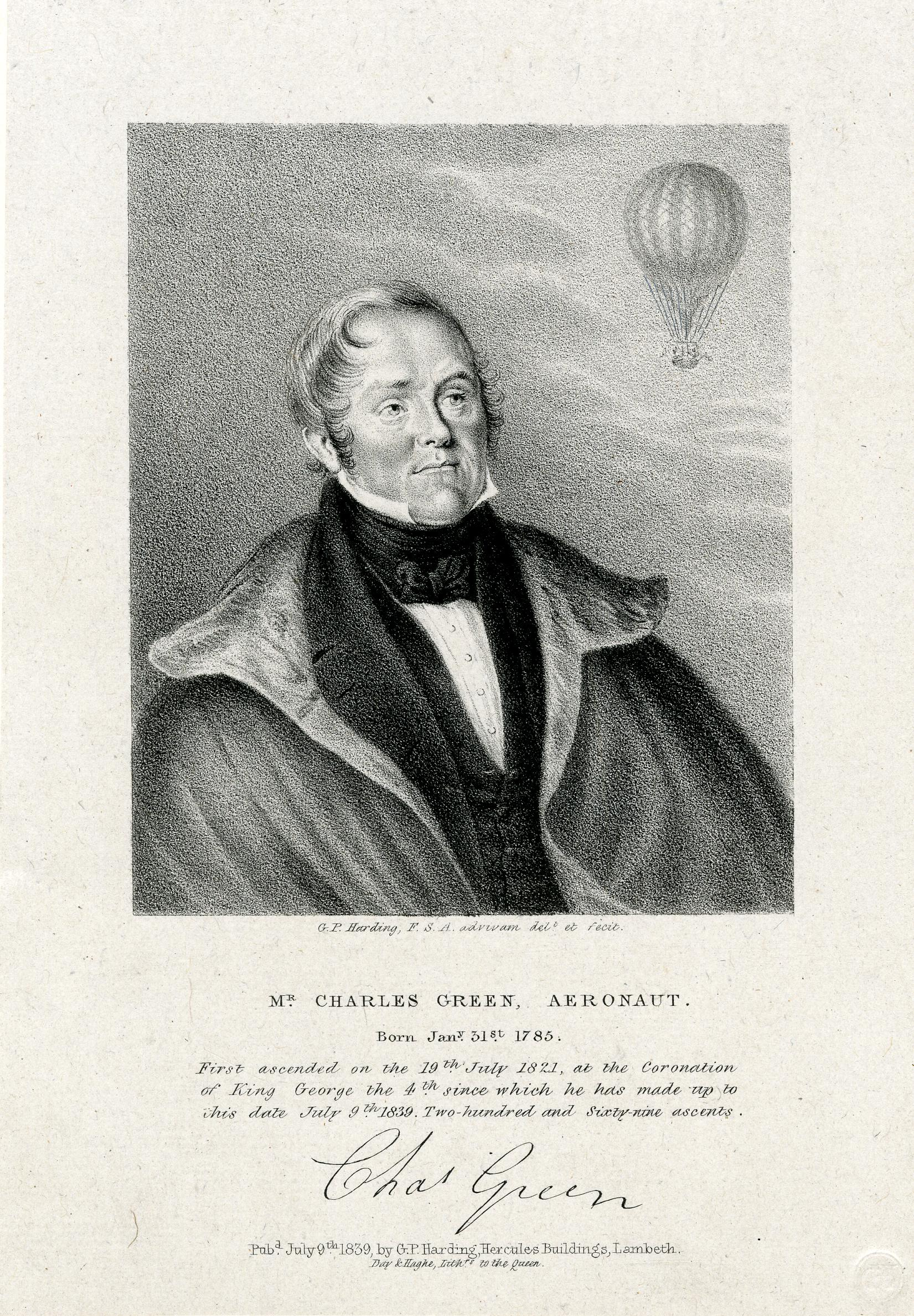
Портрет містера Чарльза Гріна, 1839 рік.

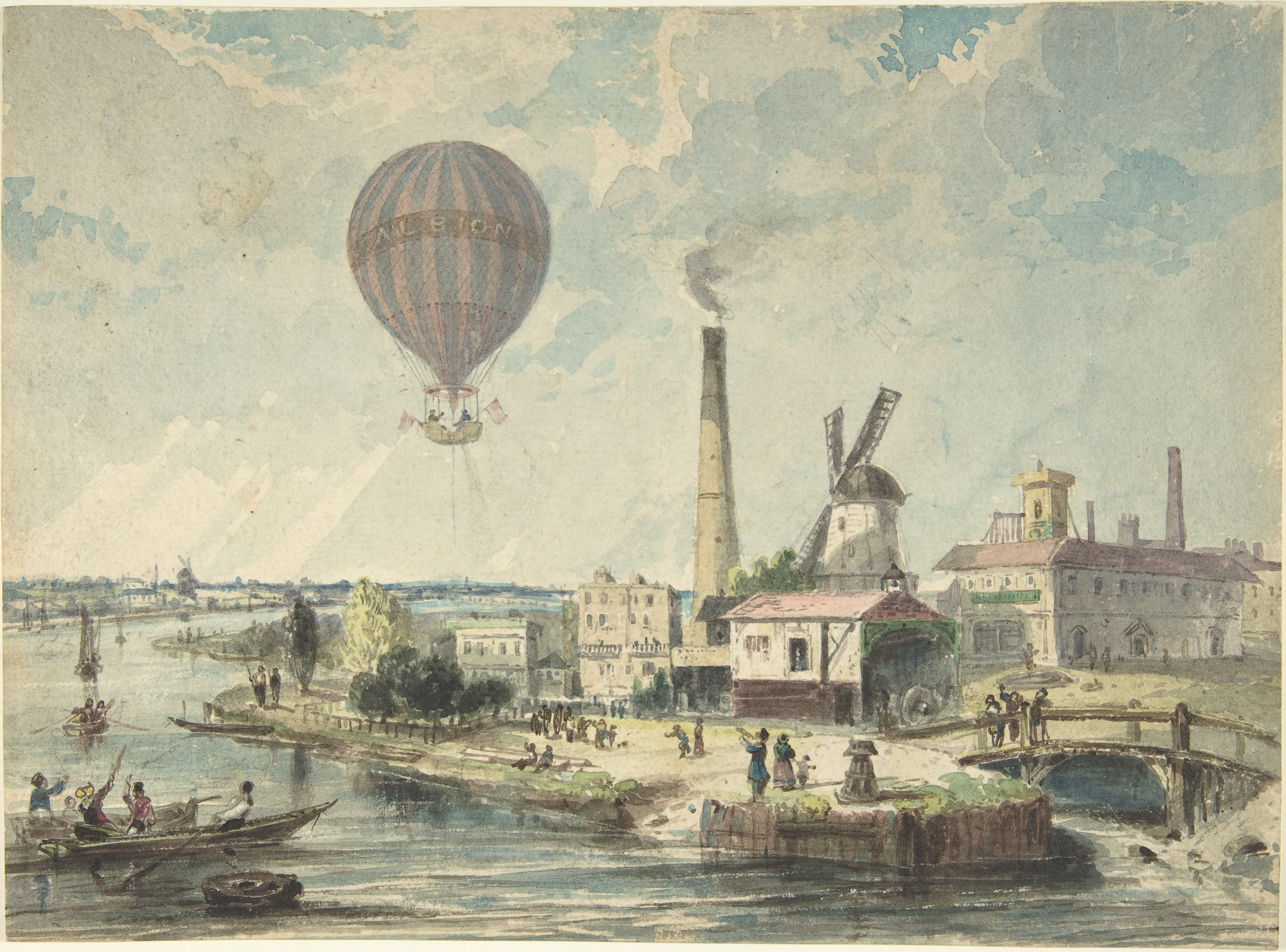
Містер Грін здійснює політ на повітряній кулі «Альбіон» з лондонського парку Воксгол-Ґарденз, 12 серпня 1842 року

### Дитинство і юність
Чарльз Грін народився 31 січня 1785 року у Лондоні, Велика Британія. Про його дитинство і юність відомо небагато. Він жив в центральному районі Лондона Clerkenwell у будинку № 92 на вулиці Goswell Road. Його батько Томас Грін (1762—1850) був місцевим фермером і садівником. Він займався вирощуванням та продажем фруктів й овочів. Після навчання в школі Чарльз Грін приєднався до справи свого батька і декілька років допомагав йому в їхній сімейній крамниці. Згодом він захопися аеронавтикою і вирішив стати пілотом повітряної кулі.

### Польоти на повітряних кулях

#### Перші польоти
Вперше з аеронавтикою Чарльз Грін познайомився коли експериментував з світильним газом, який якраз почали використовувати в нічних ліхтарях Лондона для освітлення вулиць. Провівши власні експерименти з кількома маленькими повітряними кульками наповненими світильним газом, молодий Чарльз Грін зрозумів, що ним можна наповнювати оболонку повітряної кулі і він буде значно дешевшим замінником для водню, яким зазвичай користувались всі аеронавти Британії. В 1821 році Грін збудував свою першу повітряну кулю, оболонка якої мала діаметр 31 фут і об'єм 100 тис. галонів. Свій перший показовий політ на цій кулі він планував здійснити 18 липня 1921 року з парку «Belvidere Gardens», а глядачами на ньому мали стати відомі місцеві науковці, члени парламенту та представники компанії «Gas-Light Company», яка займалась виробництвом світильного газу. Проте, з невідомих причин, цей політ так і не відбувся. Натомість, місцеві члени уряду запропонували Чарльзу Гріну здійснити політ на святкуванні з нагоди коронації нового короля, яка якраз мала відбутися в Лондоні.
Перший політ Чарльза Гріна одразу став відомим на всю Британію і Європу. Він здійснив його 19 липня 1821 року в день коронації короля Георга IV. Чарльз летів на власній повітряній кулі, оболонку якої вперше в світі наповнили світильним газом, а не воднем. Куля стартувала в лондонському Грін-парку.
Спершу політ був доволі успішним, проте пролітаючи над Темзою, куля опустилась занадто низько і у Гріна виникли проблеми коли вона майже опустилась у воду. Чарльза врятували місцеві моряки з пропливаючого повз корабля. Капітан корабля Френсіс Чізмен побачивши що Грін потрапив у біду, наказав бушпритом пробити шовкову оболонку кулі, щоб випустити з неї рештки світильного газу і дозволити їй успішно приземлитись біля судна. Хоч цей перший політ Чарльза Гріна й завершився не надто вдало, він не злякався і продовжив здійснювати нові польоти.
Свій другий політ Чарльз Грін здійснив на початку серпня 1821 року. Він злетів з парку «Belvidere Gardens» в Лондоні і через 20 хвилин успішно приземлився біля містечка Баркінг (Barking), яке сьогодні є одним із районів Лондона. Після приземлення він одразу повідомив про свій успішний політ дружині, відправивши їй листа якого доставив спеціально навчений поштовий голуб.
Третій політ Чарльза Гріна був здійснений у жовтні 1821 року в Брайтоні. Він ледь не завершився трагедією, коли його повітряну кулю віднесло в море і вона впала у воду приблизно за 4 милі від берега. Проте, Гріна знову врятували моряки, які пропливали повз місце падіння на своєму пакетботі.
У липні 1822 року Грін знову потрапив в серйозну аварію здійснюючи політ в містечку Челтнем. В цьому польоті його супроводжував містер Гріффіт (Griffith) журналіст місцевої газети «Cheltenham Chronicle». Одразу після старту кулі, пролетівши лише 8 миль Грін помітив, що хтось з глядачів перерізав одну з мотузок, якими корзина кулі кріпилась до її оболонки. Це було дуже небезпечно, тому він одразу вирішив здійснити аварійне приземлення на найближчі поля. Під час дуже швидкого спуску, куля з великою силою впала на землю і її ще кілька хвилин тягнуло по полях і чагарниках поки не закинуло на велике дерево, гострі гілки якого одразу прорвали її оболонку і випустили газ із неї. В результаті такого небезпечного приземлення, Чарльз Грін і його супутник містер Гріффіт отримали значні травми. Можливо, саме ця невдача і вплинула на подальшу кар'єру Гріна, адже наступні кілька місяців, аж до 1823 року, він взагалі не здійснював нові польоти.

#### Двісті показових польотів (1821—1835рр.)

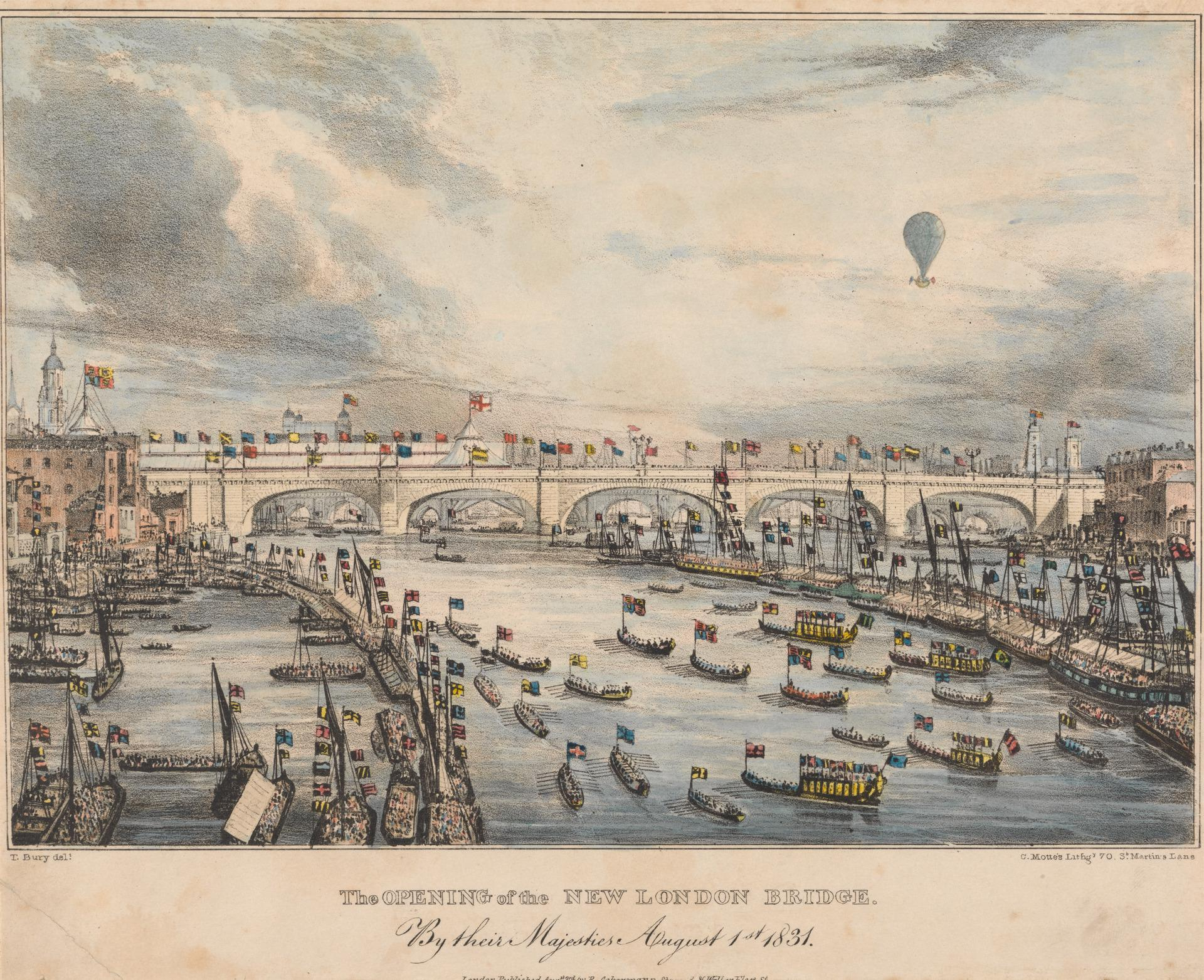
Чарльз Грін летить на повітряній кулі під час урочистого відкриття нового Лондонського мосту, 1831 рік. Літографія Шарля Мотте.

Рекламний плакат із зображенням Чарльза Гріна, який летить сидячи верхи на коні (створено між 1820—1840 роками)

Після невеликої перерви Чарльз Грін повернувся до своїх польотів на повітряних кулях влітку 1823 року. 13 червня він здійснив новий політ в Оксфорді. Його супутником під час нього став містер Ісаак Спарроу (Isaac Sparrow), власник невеликої місцевої крамниці виробів із заліза. Він заплатив за можливість взяти участь в польоті 50 фунтів стерлінгів. Під час злету корзина повітряної кулі випадково зачіпила один з димарів високої газової труби що розташовувалась поруч, проте Грін вирішив продовжити політ. В результаті, куля змогла пролетіти до містечка Хенлі (Henley-on-Thames) і приземлилась на одному з місцевих полів. Приземлення знову було жорстким, кулю протягнуло по полю до найближчих дерев, а містер Спарроу під час нього, випав із корзини і отримав незначні травми. Проте, він залишився задоволеним та враженим від здійсненого польоту і згодом випустив й продавав в своїй крамниці спеціальні пам'ятні медалі присвячені цій події.
Після 1823 року популярність польотів Чарльза Гріна і його особиста репутація як професійного пілота повітряної кулі значно зросли і його стали частіше запрошувати здійснювати польоти в різних куточках Британії. Він майже ніколи не відмовлявся і таким чином, до липня 1835 року, зміг здійснити свої перші двісті успішних показових польотів. Більшість з цих польотів супроводжувались потужною рекламною компанією, для залучення більшої кількості глядачів. Зокрема, практично для кожного свого польоту Чарльз Грін випускав пам'ятний рекламний плакат, який друкували в місцевих газетах і таким чином закликали глядачів відвідати подію. Майже всі польоти були виконані Чарльзом Гріном вдень і більшість з них тривала не більше години. За цей час повітряна куля встигала подолати відстань близьку до 25-35 миль.
В квітні 1826 року Чарльз Грін здійснив свій ювілейний 50 політ, стартувавши біля відомої лондонської таверни «Golden Eagle» в районі Mile End. В липні того ж 1826 року він здійснив свій перший успішний нічний політ на повітряній кулі, яка стартувала з парку Воксгол-Ґарденз. До Чарльза Гріна, такі нічні польоти змогли здійснити лише кілька аеронавтів, зокрема Андре Жак Гарнерен, який у 1807 році ймовірно здійснив перший нічний політ повітряної кулі в світі.
Чимало показових польотів Чарльза Гріна, завдяки його винахідливості і таланту перетворювались на справжні шоу. Так, 29 липня 1828 року він здійснив незвичайний політ біля лондонської таверни «Golden Eagle»,  коли злетів сидячи верхи на маленькому поні. Для цього, до повітряної кулі Гріна замість гондоли прикріпили невелику дерев'яну платформу, на яку й поставили поні. Сам аеронавт всівся верхи на нього і після старту кулі контролював його стан й слідкував, щоб цей маленький кінь не впав з платформи. Цей політ привернув увагу глядачів і згодом, такі польоти сидячи верхи на коні стали популярними на ярмарках і виставках Британії. Взагалі, ідея польотів сидячи верхи на тваринах була не новою, адже трохи раніше, подібні польоти вже виконував відомий французький аеронавт П'єр Тесту-Бріссі.
1 серпня 1831 року Чарльз Грін виконав показовий політ повітряної кулі під час урочистого відкриття нового Лондонського мосту. За цим польотом спостерігало чимало глядачів, зокрема й британський король Вільгельм IV та королева Аделаїда. Цей відомий політ Чарльза Гріна часто використовували для своїх малюнків різні британські та європейські художники. Зокрема, його зобразив в одній із своїх книг відомий французький літограф Шарль Мотте (Charles Motte). Також, подібний малюнок був опублікований Робертом Хавеллом (Robert Havell) і сьогодні зберігається в колекції Британського музею.
У вересні 1835 року Чарльз Грін вперше здійснив один із найдовших своїх польотів. Він стартував з лондонського парку Воксгол-Ґарденз, а в польоті його супроводжував містер Батлер (Butler), місцевий лікар і хірург. Після короткого приземлення в районі Волтемстоу містер Батлер (Butler) вийшов з гондоли повітряної кулі, а сам Чарльз Грін вирішив продовжити свій політ. Він летів всю ніч і здійснив своє друге коротке приземлення біля містечка Доунхем (Downham) в графстві Норфолк. Тут він швидко поснідав і знову піднявся в повітря. Долетівши до містечка Кінгс-Лінн він успішно приземлився і завершив свій політ подолавши за тринадцять годин відстань в 180 миль.
Ще один відомий показовий політ Чарльза Гріна відбувся 26 травня 1835 року в парку «Surrey Zoological Gardens». Під час нього Чарльз взяв в гондолу маленьку мавпу, яку називали Якопо (Jacopo). Він прив'язав її до невеликого парашута і піднявшись на значну висоту викинув її та парашут з повітряної кулі. Як свідчили новини в місцевих газетах, які пізніше описували цю подію, мавпа Якопо успішно приземлилась на землю і експеримент Гріна з його парашутом пройшов доволі вдало.
20 липня 1835 року Чарльз Грін здійснив свій ювілейний двохсотий політ. Політ відбувався в графстві Суррей у місцевому парку «Surrey Zoological Gardens». Грін не робив з цієї події якесь особливе святкування, а просто через кілька днів, 22 липня 1835 року здійснив з того ж місця свій наступний 201 політ і продовжив свою успішну кар'єру аеронавта.

#### Нова повітряна куля

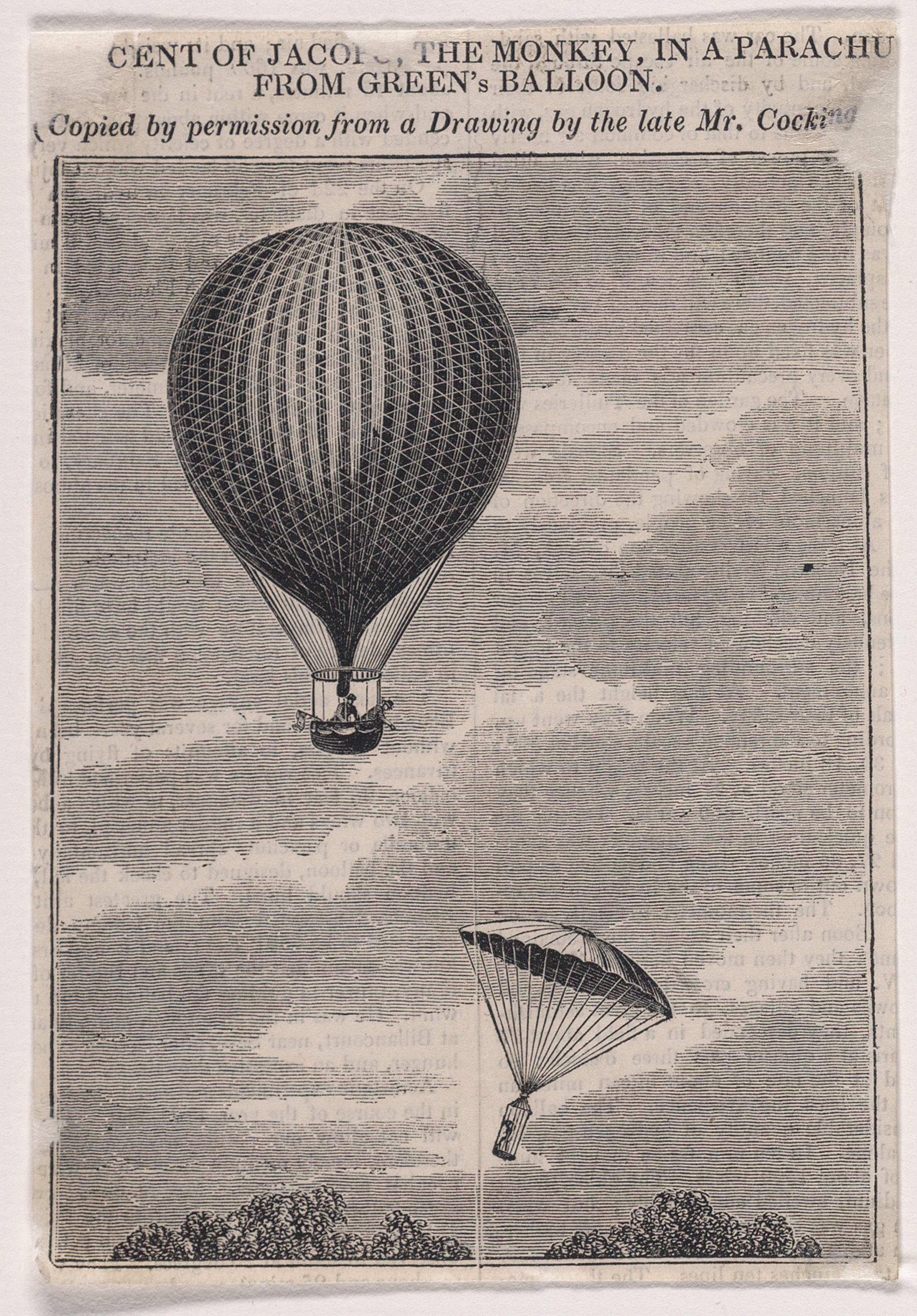
Спуск мавпи Якопо на парашуті з повітряної кулі Чарльза Гріна (вирізка з газети 1835 року)

До 1836 року Чарльз Грін здійснив 220 польотів і був відомий як найдосвідченіший аеронавт в Британії. Користуючись своєю популярністю він запропонував власникам парку Воксгол-Ґарденз оплатити будівництво його нової повітряної кулі. Фредерік Гай (Frederick Gye) і Річард Хьюз (Richard Hughes), які на той час керували Воксгол-Ґарденз погодились на пропозицію Гріна і виділили йому близько 2100 фунтів стерлінгів на її будівництво. Єдиною умовою, яку Гай і Хьюз поставили Чарльзу Гріну було значно збільшити її розміри та об'єм, адже вони хотіли, щоб їх вражаючу нову повітряну кулю було якомога довше видно після злету. Чарльз Грін погодився збільшити розміри кулі, адже також був зацікавлений, щоб вона могла здійснювати польоти на великі дистанції, а також, щоб мала достатню підйомну силу для перевезення пасажирів та обладнання, яке було потрібне для проведення наукових експериментів.
Влітку 1836 року Чарльз Грін особисто керував процесом створення нової кулі. Він витратив вражаючі на той час 700 фунтів стерлінгів лише на шовк для її оболонки. Для цього було використано майже 2000 ярдів спеціально витканого шовку Spitalfields. Його поділили на сегменти двох кольорів, малинового та білого, які під час пошиття оболонки чергувались між собою. Розміри нової кулі вражали, її висота дорівнювала 80 футів, а ширина 50 футів. Об'єм повтряної кулі становив 85 000 футів кубічних. Вона мала піднімати в повітря в середньому 8-10 пасажирів за один політ. Для їх зручності було побудовано оригінальну плетену гондолу з розмірами 9 футів на 4 фути. Обидва кути гондоли прикрасили великою позолоченою головою орла. Наприкінці серпня 1936 року нова повітряна куля була готова до першого польоту і її було названо «Royal Vauxhall Balloon».
9 вересня 1836 року відбувся перший політ Чарльза Гріна на «Royal Vauxhall Balloon». Куля стартувала з парку Воксгол-Ґарденз. Грін трохи недооцінив великі розміри нової кулі і її підйомну силу. 36 поліцейських тримали кулю під час наповнення її оболонки світильним газом. Та зрештою і вони не змогли втримати її на землі, тож Гріну довелось шукати ще 20 нових працівників, які допомагали поліцейським. Першими пасажирами, які здійснили політ на «Royal Vauxhall Balloon» стали одразу 9 людей: сам Чарльз Грін, його дружина Марта, молодший брат Джеймс, друг Гріна і місцевий депутат Роберт Холлонд та пятеро інших людей, які заплатили за свою участь в польоті. Вже через перші 5 хвилин після старту «Royal Vauxhall Balloon» піднявся на висоту 13 000 футів. Загалом, політ тривав півтори години і завершився успішним приземленням біля селища Кліффе (Cliffe), одразу після перших сутінків, оскільки Грін побоявся летіти на новій кулі в повній темряві.
Другий політ «Royal Vauxhall Balloon» відбувся 26 вересня 1836 року. Перед стартом кулі Чарльз Грін провів експеримент і визначив її максимальну підйомну силу. Він запустив в її гондолу одразу 19 людей і наказав послабити мотузки, які тримали кулю на землі. І куля змогла втримати і піднести всіх пасажирів на кілька метрів над землею. Участь в другому польоті загалом взяло 11 пасажирів. Серед них був і добрий друг Чарльза Гріна, відомий адвокат Едвард Спенсер, який згодом і сам став доволі успішним аеронавтом і здійснив більше 40 власних польотів на повітряних кулях. Ще більш відомими стали сини Едварда Спенсера, які змогли створити в Британії власну компанію з виробництва повітряних куль, парашутів і дирижаблів.
27 вересня 1836 року під час свого третього польоту «Royal Vauxhall Balloon» підняв в повітря вісім пасажирів, серед яких виділялись музикант і письменник Томас Монк Мейсон та художник Роберт Кокінг, які згодом й самі стануть відомими особистостями в світі аеронавтики. В жовтні 1836 року Чарльз Грін здійснив ще два показові польоти на «Royal Vauxhall Balloon». Зокрема, 17 жовтня він взяв в політ лише двох своїх друзів Томаса Монка Мейсона та Роберта Холлонда. Цей політ став важливою репетицією перед майбутнім перельотом нової повітряної кулі Гріна на рекордну відстань.

#### Найвідоміші польоти та рекорди (1836—1852рр.)

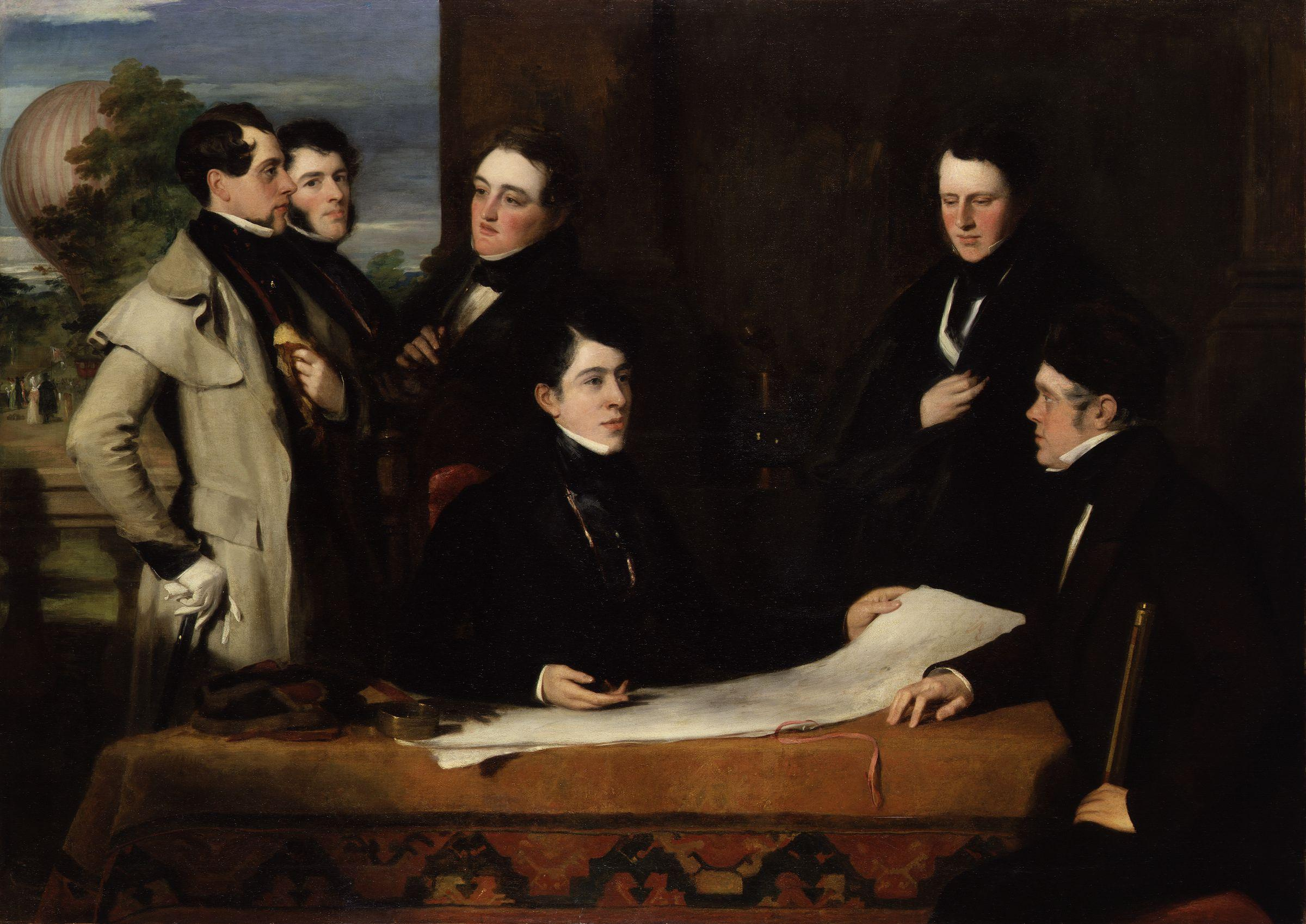
Чарльз Грін проводить консультацію перед своєю повітряною подорожжю до Вайльбурга, 1836 рік. Картина Джона Холлінза.

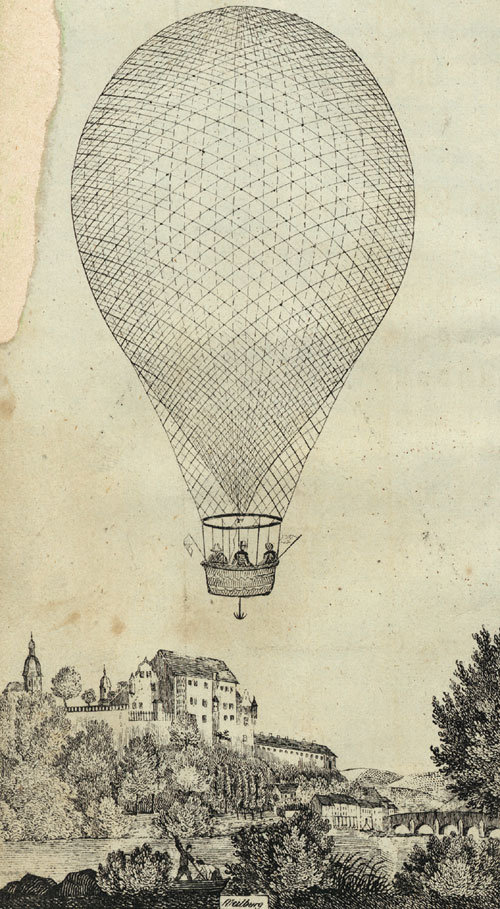
Повітряна куля Чарльза Гріна у Вайльбурзі, Німеччина, 1836 рік..

В листопаді 1836 року друг Чарльза Гріна, член англійського парламенту і великий ентузіаст аеронавтики Роберт Холланд (Robert Holland), запропонував організувати політ на велику дистанцію, під час якого спробувати перелетіти протоку Ла-Манш, як колись це вже зробив відомий аеронавт Жан-П'єр Бланшар. Всі витрати на організацію такого польоту Роберт Холланд брав на себе, а Чарльз Грін мав відповідати за підготовку повітряної кулі та спорядження. Третім партнером Гріна і Холланда став ірландський музикант, оперний співак і письменник Томас Монк Мейсон, який обіцяв зробити детальний опис цього польоту для газет і журналів.
7 листопада 1836 року о 13:30 годині дня повітряна куля «Royal Vauxhall Balloon» злетіла з парку Воксгол-Ґарденз і почала свій шостий і найважливіший політ. Куля прямувала на південний схід в напрямку Франції і Парижа. Близько 16:00 години «Royal Vauxhall» пролетів спершу над Рочестером, а згодом і над Кентербері. Чарльз Грін скинув із повітряної кулі вітальні листи для мерів міст, які аеронавти підготували завчасно перед польотом. З настанням сутінків повітряна куля досягла Дувра і почала свій політ над протокою Ла-Манш. Найбільшою проблемою для Чарльза Гріна була роса, яка осідала на оболонці кулі і значно збільшувала її вагу, що не дозволяло кулі швидко набирати висоту. Проте, політ над протокою пройшов успішно і вже через кілька годин куля досягла французького міста Кале. Задоволені польотом Грін, Холланд та Монк Мейсон смачно поїли і випили гарячої кави, яку заварили на власному кавнику Чарльза Гріна, з яким він ніколи не розлучався, навіть під час польотів. Враховуючи, що умови для польоту були чудові і погода дозволяла їм без проблем продовжувати політ, Чарльз Грін вирішив не зупинятись і продовжив летіти дальше, трохи змінивши напрямок на північний-схід. Всю ніч повітряна куля «Royal Vauxhall Balloon» пролітала над великими містами Франції й Бельгії і послідовно проминула Іпр, Кортрейк,Лілль, Ауденарде, Брюссель і Намюр. О 3:30 годині ночі куля досягла великого промислового міста Льєж, яке через наявність ливарних цехів світилось навіть вночі. Грін, Холланд та Монк Мейсон запам'ятали політ над цими ливарними цехами Льєжа і згодом описували великий шум цього промислового міста як оглушливий, а запахи — нестерпними. Проминувши Льєж куля ще кілька годин летіла дальше на схід і пролетіла над містами Спа, Мальмеді та Кобленц. На світанку аеронавти побачили що летять над високими гірськими вершинами покритими снігом і подумали, що вже досягли однієї з німецьких земель або навіть Польщі. Побоявшись летіти дальше на схід Чарльз Грін вирішив приземлятись і о 7:30 ранку куля «Royal Vauxhall Balloon» успішно сіла на одному із великих полів, на якому працювали місцеві селяни. Від них аеронавти дізнались, що перебувають в герцогстві Нассау в Німеччині, приблизно за шість миль від міста Вайльбург. Загалом, повітряна куля Чарльза Гріна змогла пролетіти 480 миль (772 км) за 18 годин, що стало вражаючим результатом і новим світовим рекордом польотів на літальних апаратах (цей рекорд протримався майже 80 років, до лютого 1914 року, коли свої безперервні багатогодинні польоти на літаках здійснили німецькі пілоти Бруно Лангер (Bruno Langer) та Карл Інгольд (Karl Ingold)).
Після приземлення кулі, Чарльз Грін залишився з нею і спорядженням, а Томас Монк Мейсон і Роберт Холланд відправились у Вайльбург, де були урочисто прийняті герцогом Нассау. Згодом, до них приєднався і сам Чарльз, а їхнє спорядження і кулю перевезли до міста. Тут, під особистою опікою герцога, аеронавти жили два тижні і за цей час поширили звістку про свій політ по всій Британії і Європі. Згодом, вони відправились додому на поїзді та в каретах, оскільки не могли летіти, бо в Нассау не видобували світильний газ, який був необхідний для їхньої повітряної кулі. Найбільшої відомим цей політ зробила розповідь Томаса Монка Мейсона «Account of the Late æronautical Expedition from London to Weilburg», яку він написав і видав у 1836 році.
Перед поверненням до Британії Чарльз Грін затримався на кілька тижнів у Парижі і на прохання місцевої знатті здійснив тут два показові польоти: 19 грудня 1836 року і 9 січня 1837 року. Ці польоти стартували на площі біля казарм на вулиці Фобур (Rue de Faubourg). Під час першого польоту, в грудні, Чарльз Грін взяв із собою 8 пасажирів, серед яких був відомий вчений і хімік Жозеф Гей-Люссак, який і сам дуже захоплювався аеронавтикою і ще в 1804 році, спільно з Жаном-Батистом Біо, здійснив свій відомий науковий політ на повітряній кулі. Під час другого польоту у Парижі пасажирами повітряної кулі Чарльза Гріна стали вже 10 людей.
Повернувшись додому в Лондон Чарльз Грін отримав чимало уваги від місцевої преси, яку дуже цікавив рекордний політ на майже 500 миль. Щоб вшанувати цей політ він, спільно з власниками парку Воксгол-Ґарденз, вирішив перейменувати свою повітряну кулю і назвав її «Royal Nassau Balloon». Користуючись своєю популярністю, він продовжував здійснювати показові польоти з парку Воксгол-Ґарденз із пасажирами, які щедро платили за свою участь в них.

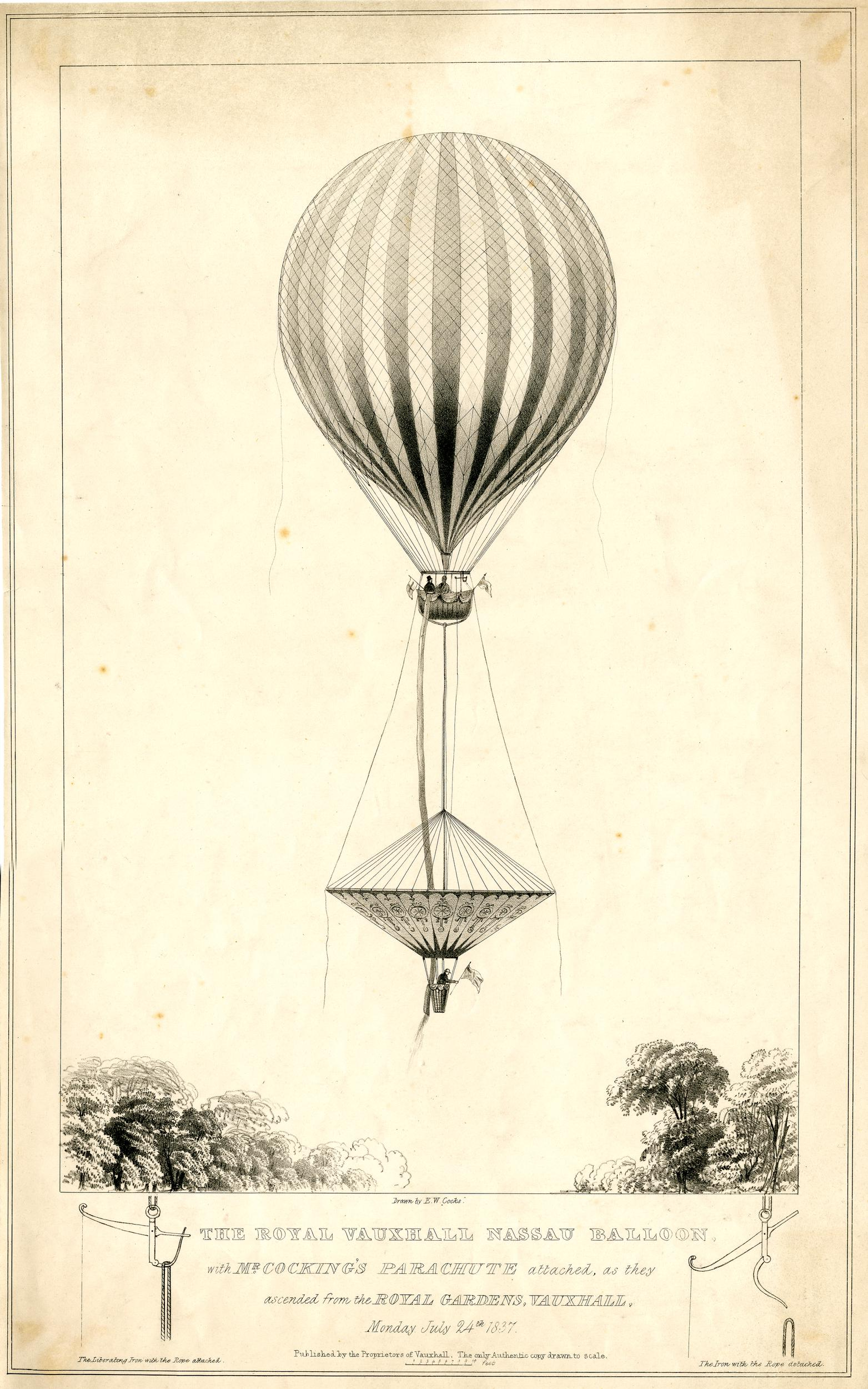
Повітряна куля Чарльза Гріна «Royal Nassau» здійснює політ із підвішаною до неї конструкцією парашута Роберта Кокінга (Лондон, 24 липня 1837 року)

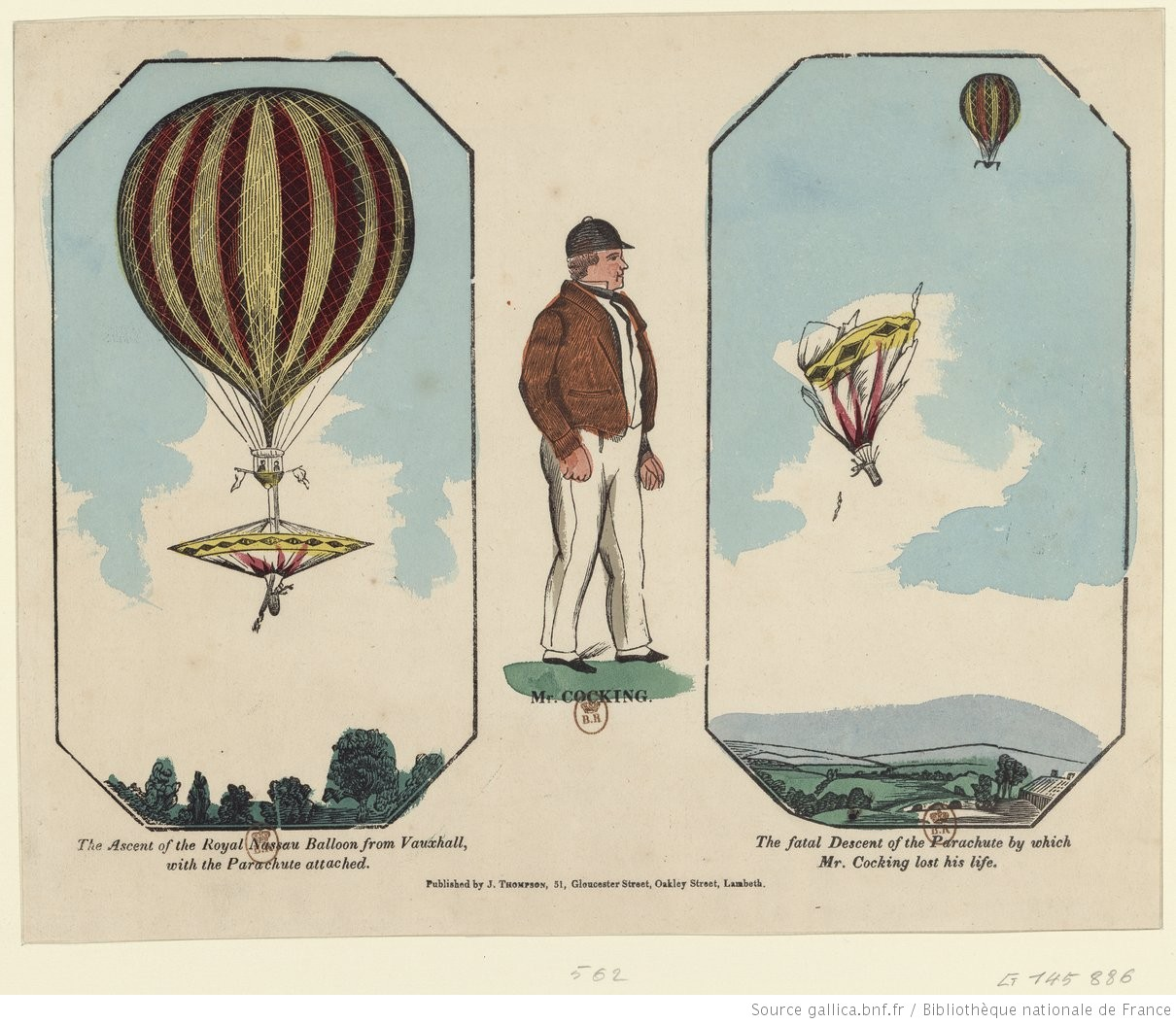
Роберт Кокінг здійснює невдалий стрибок з парашутом власної конструкції (Лондон, 24 липня 1837 року)

В липні 1837 року до Чарльза Гріна звернувся по допомогу місцевий лондонський художник і винахідник Роберт Кокінг, який винайшов власну конструкцію парашута і хотів випробувати її. Для цього, він планував використати повітряну кулю, яка мала підняти його і парашут на потрібну для стрибка висоту. Єдиною кулею в Лондоні, яка могла підняти важку конструкцію парашута Кокінга була саме куля Чарльза Гріна «Royal Nassau». Грін обдумав цю ідею, порадився з своїм другом Едвардом Спенсером і погодився влаштувати цей експеримент. Політ відбувся 24 липня 1837 року. Підйом повітряної кулі «Royal Nassau» з Чарльзом Гріном, Едвардом Спенсером і Робертом Кокінгом у гондолі відбувся о 5 годині вечора. Конструкцію парашута було прикріплено до дна гондоли. За початковим планом, Кокінг розраховував досягти висоти 8000 футів (близько 2440 метрів) перш ніж здійснити свій стрибок. Проте, вага повітряної кулі, в поєднанні з вагою парашута і її трьох пілотів значно уповільнювали підйом. На висоті 5000 футів (близько 1500 метрів), коли повітряна куля якраз пролітала над Гринвічем, Чарльз Грін повідомив Кокінгу, що сьогодні він не може піднятись вище. Отримавши цю новину, Роберт Кокінг вирішив не скасовувати стрибок і від'єднав парашут від повітряної кулі. Великий натовп глядачів, який спостерігав за цією подією відразу зрозумів, що Кокінг потрапив у біду. Мабуть, Роберт не врахував велику вагу самого парашута у своїх розрахунках і в результаті, його спуск був занадто швидким й тривав лише декілька секунд, перш ніж вся конструкція вивернулась навиворіт і з ще більшою швидкістю впала на землю. Конструкція парашута розділилась на частини, ще до того, як він досягнув землі. На висоті 200—300 футів (60-90 метрів) над землею, купол відірвався від кошика. Роберт Кокінг, який перебував у кошику загинув миттєво, після її падіння в районі селища Лі, за вісім миль на південний схід від Воксхолла.
Чарльз Грін і Едвард Спенсер не знали про загибель Кокінга аж до наступного дня. Після того, як вони від'єднали парашут Кокінга від своєї повітряної кулі і він стрибнув із ним на землю, куля практично миттєво набрала значну висоту, адже втратила величезну кількість баластної ваги. «Royal Nassau» настільки стрімко полетів вгору, що Чарльз Грін і Едвард Спенсер на кілька хвилин втратили свідомість від значного тиску і перепаду висот. Оговтавшись, вони змогли повернути керування кулею, продовжили її політ і успішно приземлились біля селища Оффгем (Offham) в графстві Кент, за 27 миль від місця старту. Тут вони переночували і лише наступного дня, повернувшись у Лондон, дізнались про трагічну загибель Роберта Кокінга. Після цієї трагедії Чарльз Грін на деякий час зупинив всі свої показові польоти. Але він не погодився взяти на себе вину за загибель Кокінга. Він написав власний детальний звіт про цей політ для місцевих лондонських газет, в якому пояснив, що не може брати відповідальність за трагічне завершення експерименту Роберта Кокінга, адже сам не мав ніякого відношення до розробки конструкції його парашута, а відповідав лише за її транспортування на потрібну висоту, з чим справився на відмінно.
У 1938 році Чарльз Грін відновив свої польоти і майже відразу отримав пропозицію від місцевого англійського вченого Джорджа Раша (George Rush), який пропонував здійснити два висотні наукові польоти, з метою досягти максимально можливої висоти та протягом всього польоту робити виміри температури повітря та атмосферного тиску, потрібних для метеорологічних досліджень вченого. Всі витрати потрібні на організацію цих наукових польотів Джорд Раш брав на себе, тож Чарльз Грін з радістю погодився їх здійснити. Їхній перший науковий політ відбувся 4 вересня 1838 року і крім Чарльза Гріна та Джорджа Раша участь в ньому взяв і Едвард Спенсер, який багато років допомагав Гріну. Політ пройшов доволі успішно, вони досягли висоти 19 335 футів (5 893 м) й після цього, приземлились в містечку Такстед (Thaxted) в Ессексі. В другому польоті, який відбувся 10 вересня 1838 року, участь взяли лише Чарльз Грін та Джордж Раш. Едвард Спенсер залишився на землі, щоб зменшити вагу повітряної кулі і збільшити її шанси піднятись на рекордну висоту. Це спрацювало і «Royal Nassau» піднялась на висоту 27 146 футів (8 274 м), що стало новим рекордом для Британії і Європи. Згодом, цей рекорд висоти поб'ють німецькі вчені Артур Берсон та Райнхард Зюрінг під час серії Берлінських наукових польотів на повітряних кулях. В 1851 році Джордж Раш видав книгу «An Account of Ascents in the Nassau and Victoria Balloons in the Years 1838, 1849 and 1850» в якій подав детальний звіт про свої два наукові польоти з Чарльзом Гріном.

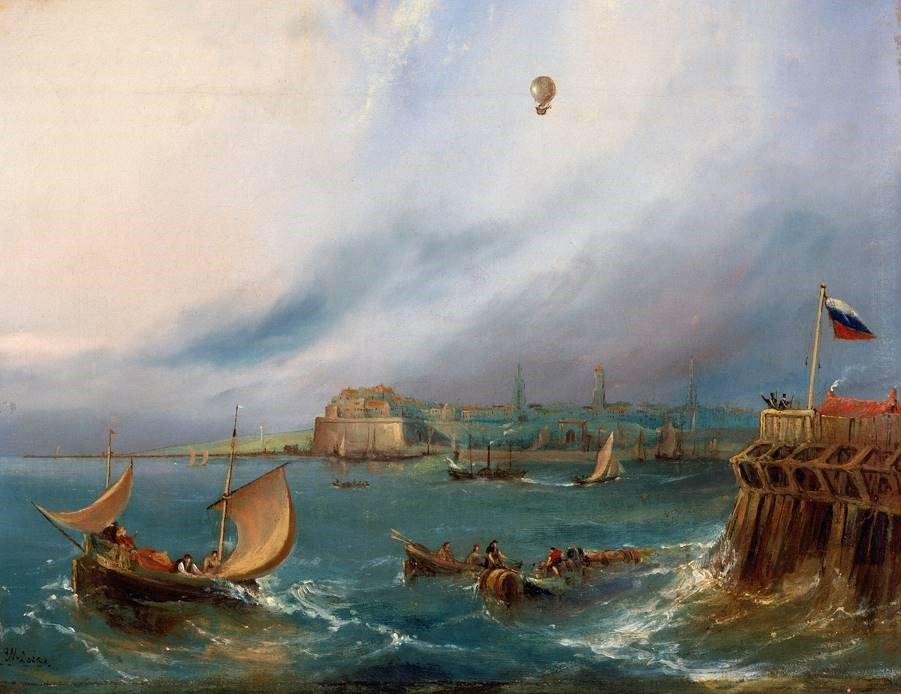
Прибуття повітряної кулі Чарльза Гріна в Кале після польоту над протокою Ла-Манш. Картина англійського художника Е. В. Кокса (E.W. Cocks),1840 рік

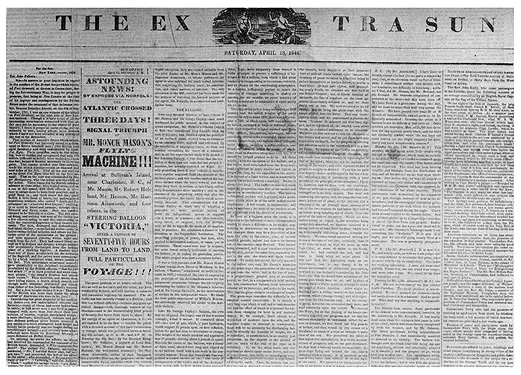
Неймовірна і сенсаційна новина від Едгара Аллана По про видуманий політ повітряної кулі через Атлантичний океан на титульній сторінці американської газети «The New York Sun» (13 квітня 1844 року)

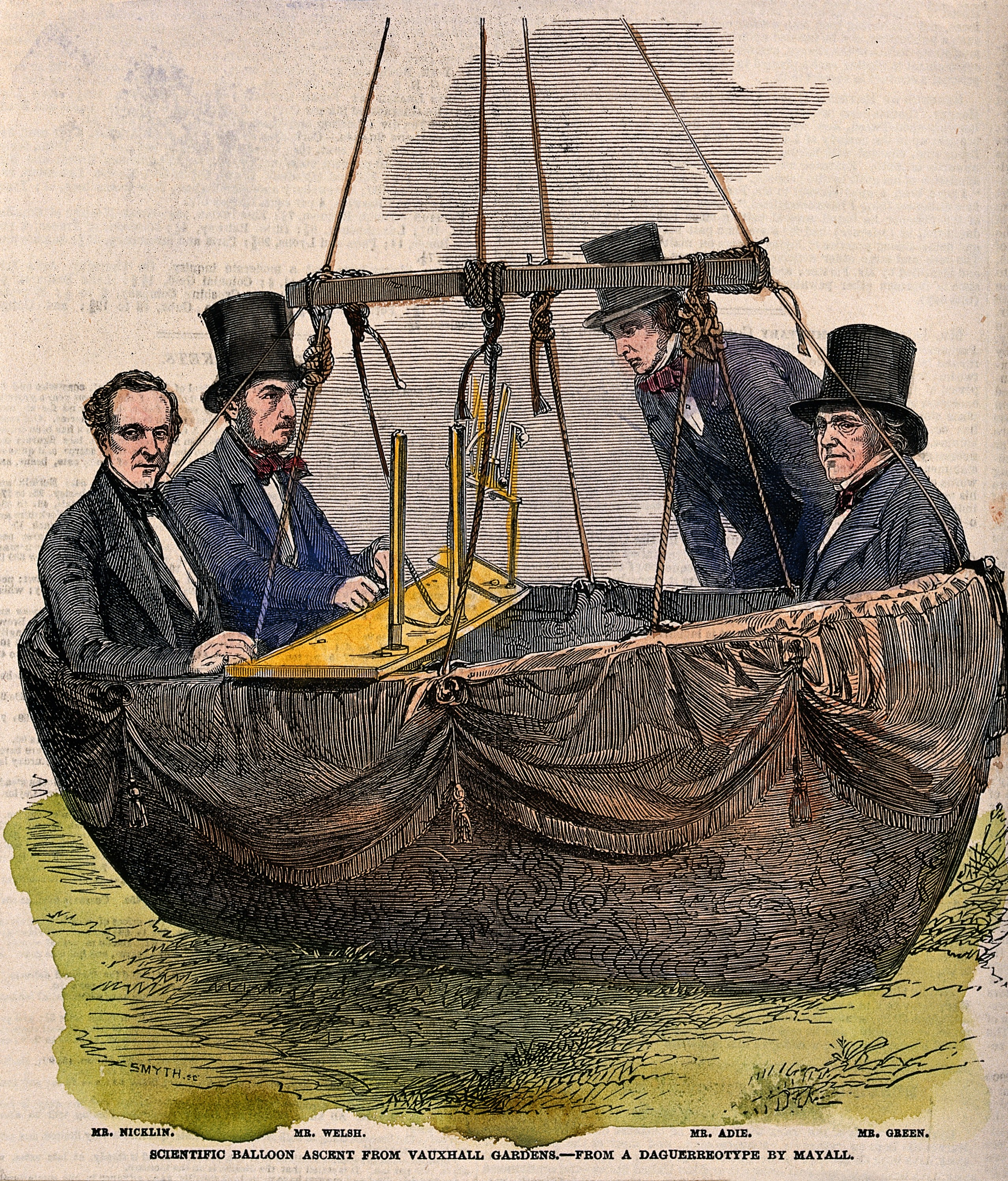
Чарльз Грін відправляється в свій черговий показовий політ із парку Воксгол-Ґарденз

У 1840 році Чарльз Грін вперше висловив ідею польоту повітряної кулі через Атлантичний океан, з Європи в Америку. 4 лютого 1840 року в лондонській газеті The Observer вийшла друком його стаття присвячена цій темі. В ній, він в деталях описав свої ідеї як підготуватись та здійснити такий політ через Атлантику. І хоч цю ідею так і не було втілено ще багато років (вперше перелетіти Атлантичний океан на повітряній кулі «Double Eagle II» вдалось лише 17 серпня 1978 року), вона швидко стала популярною і її підхопили журналісти, письменники та митці. Так, у 1844 році цю ідею Чарльза Гріна використав відомий американський письменник Едгар Аллан По для свого обману читачів газети «The New York Sun». В статті, яка спершу була представлена читачам газети як реальна історія, Едгар Аллан По детально розповів про «неймовірну новину і сенсацію» — повітряну подорож європейця Монка Мейсона через Атлантичний океан, який він нібито зміг перелетіти на своїй повітряній кулі «Вікторія» («The Victoria») лише за три дні (75 годин). Письменник настільки детально описав цей вигаданий політ повітряної кулі через Атлантику, що чимало американських читачів і журналістів повірили йому і поширили новину по всій країні. І лише через два дні всі вони виявили, що це була містифікація від Едгара Аллана По, а газета «The New York Sun» надрукувала офіційне спростування надрукованої раніше неправдивої інформації про цей вигаданий політ. Та, незважаючи на свій обман, Едгар Аллан По зробив величезну послугу Чарльзу Гріну, адже ця тема ще довго не сходила із перших шпальт американських газет і про реальні польоти Гріна й Томаса Монка Мейсона дізналась величезна кількість читачів в Америці, що зробило його ще більш популярним аеронавтом в світі.
У тому ж 1840 році Чарльз Грін зміг остаточно викупити свою повітряну кулю «Royal Nassau» у власників Воксгол-Ґарденз Фредеріка Гая (Frederick Gye) і Річарда Хьюза (Richard Hughes). Вони збанкрутували і виставили всю свою власність на продаж. Це вплинуло на кількість польотів, які Чарльз Грін здійснював в цей період з парку Воксгол-Ґарденз. В цей період він почав здійснювати свої показові польоти і в інших місцях Лондона і країни. Також, він зміг викупити і мав у своїй власності ще дві повітряні кулі «Альбіон» («Albion») та «Вікторія» («Victoria»). Вони були меншого розміру ніж «Royal Nassau», але в останні роки своєї кар'єри аеронавта, більшість своїх польотів Чарльз Грін здійснював саме на цих кулях.
31 березня 1851 року Чарльз Грін здійснив політ на повітряній кулі «Вікторія» («Victoria») через протоку Ла-Манш з Гастінгса до французького містечка Булонь. В цьому польоті компанію Чарльзу Гріну склав герцог Брауншвейгський Чарльз ІІ (Charles II, Duke of Brunswick). Куля піднялась на максимальну висоту близько 4000 футів і за близько п'ять годин успішно перелетіла протоку Ла-Манш. Герцог залишився дуже задоволеним польотом і одразу після нього відправився в Париж, щоб повідомити всі деталі своїм друзям і сім'ї. Чарльз Грін склав повітряну кулю й спорядження і наступного дня на кораблі повернувся в Гастінгс. Через популярність герцога і самого Чарльза Гріна, цей політ широко освітлювався в місцевій французькій та англійській пресі. Зокрема, про нього написала місцева газета «The Hastings Chronicle».
Протягом останніх шести років своєї кар'єри аеронавта, в період з 1846 по 1852 роки, Чарльз Грін значно збільшив кількість своїх показових польотів, імовірно намагаючись досягнути ювілейного 500 польоту. Більшість з польотів в цей період він здійснив з парку
Воксгол-Ґарденз і вони мало чим відрізнялись один від одного. В травні 1852 року Грін оголосив, що наступні кілька польотів стануть для нього прощальними, чим неабияк захопив місцеву публіку відвідувати всіх їх. Ювілейний 500 політ Чарльза Гріна відбувся 18 вересня 1852 року. Повітряна куля «Royal Nassau» стартувала з парку Воксгол-Ґарденз із 8 пасажирами в гондолі. Серед них був відомий автор гумористичних оповідань та п'єс Генрі Мейхью (Henry Mayhew), який описав цей важливий для Чарльза Гріна політ у власній розповіді «In the Clouds, or, Some Account of a Balloon Trip with Mr. Green». За кілька годин польоту, куля пролетіла близько 35 миль на південний-захід від Лондона і приземлилась біля маленького англійського села Пірбрайт (Pirbright) в графстві Суррей. Приземлення було не простим, кулю трохи протягнуло по землі і чагарниках, поки її гондола не втрапила у болотисту місцевість. Згодом, до кулі прибігли кілька десятків місцевих селян, які змогли схопитись за краї гондоли, втримали її біля землі і допомогли всім учасникам польоту спокійно покинути її і завершити політ.
Після ювілейного 500 польоту увага преси до персони Чарльза Гріна значно зменшилась і хоч він ще іноді й здійснював поодинокі показові польоти, вони вже не були настільки популярними як на піку його кар'єри аеронавта. Останні роки свого життя відважний аеронавт прожив в невеликому заміському котеджі, який отримав назву «Повітряний котедж» («Aerial Cottage») і був розташований на півночі Лондона, в районі Хайгейт (Highgate). Більшість з своїх повітряних куль Чарльз Грін продав. Зокрема, його найвідомішу повітряну кулю «Royal Nassau» купив Генрі Трейсі Коксвел, який пізніше і сам став одним з найкращих аеронавтів Британії і здійснив декілька рекордних польотів, в тому числі й політ на рекордну висоту із Джеймсом Глейшером (в грудні 2019 року в кінопрокат вийшов фільм Тома Харпера «Аеронавти», який розповідає історію цього відомого польоту Коксвела і Глейшера).
Помер Чарльз Грін раптово, від серцевого нападу 26 березня 1870 року в своєму котеджі.

### Сім'я Чарльза Гріна
Дружиною Чарльза Гріна була Марта Моррелл з якою він одружився у 1806 році. Марта часто супроводжувала свого чоловіка в його польотах, а він завжди старався повідомити їй першій про всі свої успішні приземлення, щоб вона менше хвилювалась за нього. Зокрема, відомо, що під час своїх перших польотів, Чарльз Грін використовував спеціального поштового голуба, який був натренований повертатись до їхнього дому. Цим голубом Чарльз передавав листи з новинами про польоти своїй дружині, одразу після чергового приземлення.
У 1807 році у Марти і Чарльза народився маленький син Джордж Грін, який також, вже в маленькому віці, став супроводжувати свого батька під час його польотів. Загалом, Джордж Грін літав на повітряній кулі «Royal Nassau» 83 рази. Він помер у Лондоні 10 лютого 1864 року у віці 57 років.
Чарльз Грін був хрещеним батьком Чарльза Гріна Спенсера, який був сином його доброго друга Едварда Спенсера. Як і його хрещений батько,Чарльз Спенсер також захоплювався аеронавтикою і згодом заснував власну фірму з виробництва повітряних куль «CG Spencer & Sons». Ця фірма протягом багатьох років користувалась фактичною монополією у виробництві повітряних куль і згодом стала провідною фабрикою, де виготовляли кулі, дирижаблі та різні літальні апарати. Чарльз Спенсер помер 4 червня 1890 року, проте його сини продовжили справу свого дідуся й батька і також стали провідними авіаторами своєї епохи.

## Вшанування пам'яті

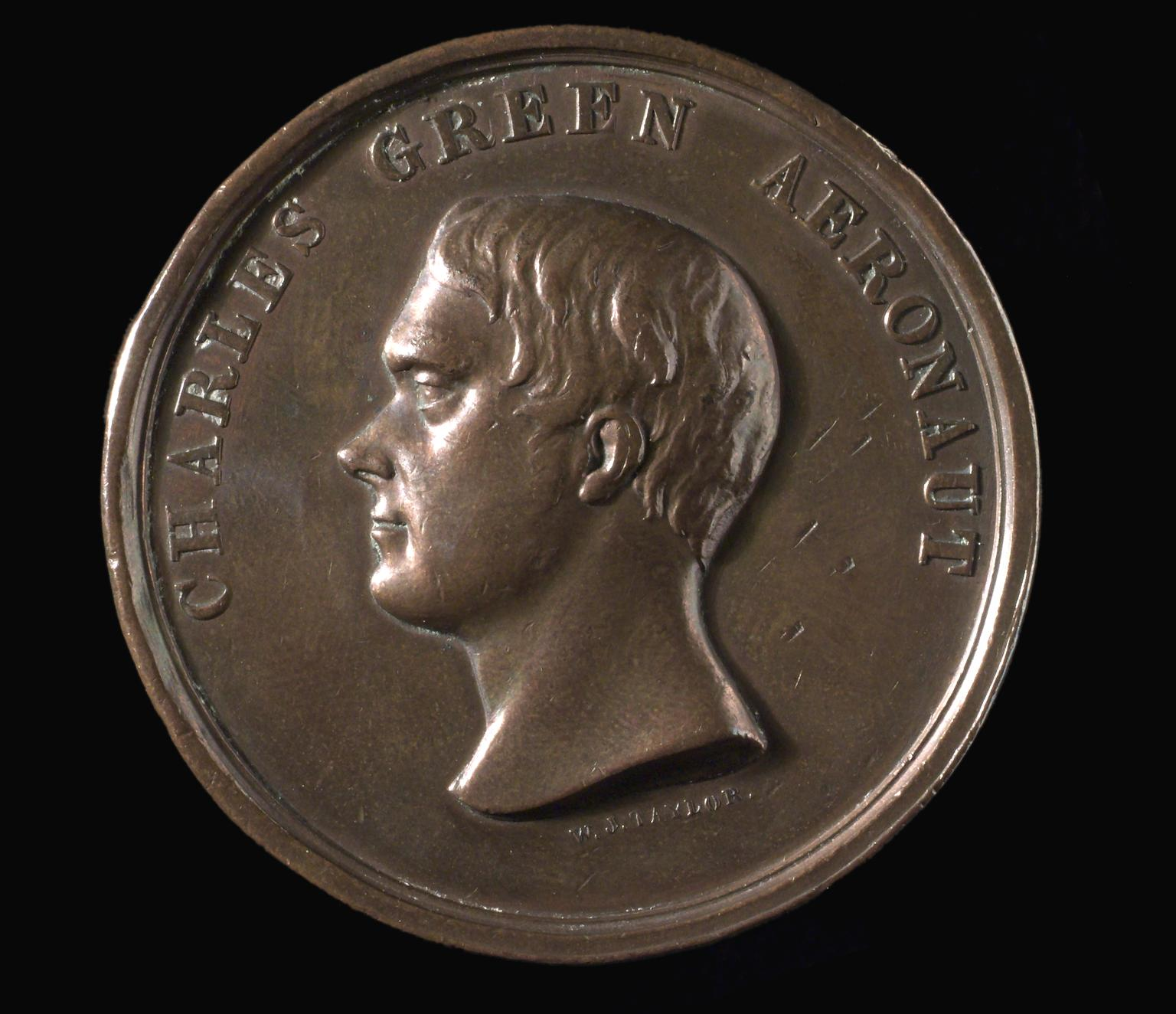
Медаль створена Вільямом Джозефом Тейлором на честь рекордного польоту Чарльза Гріна у 1836 році з Лондона до Вайльбурга

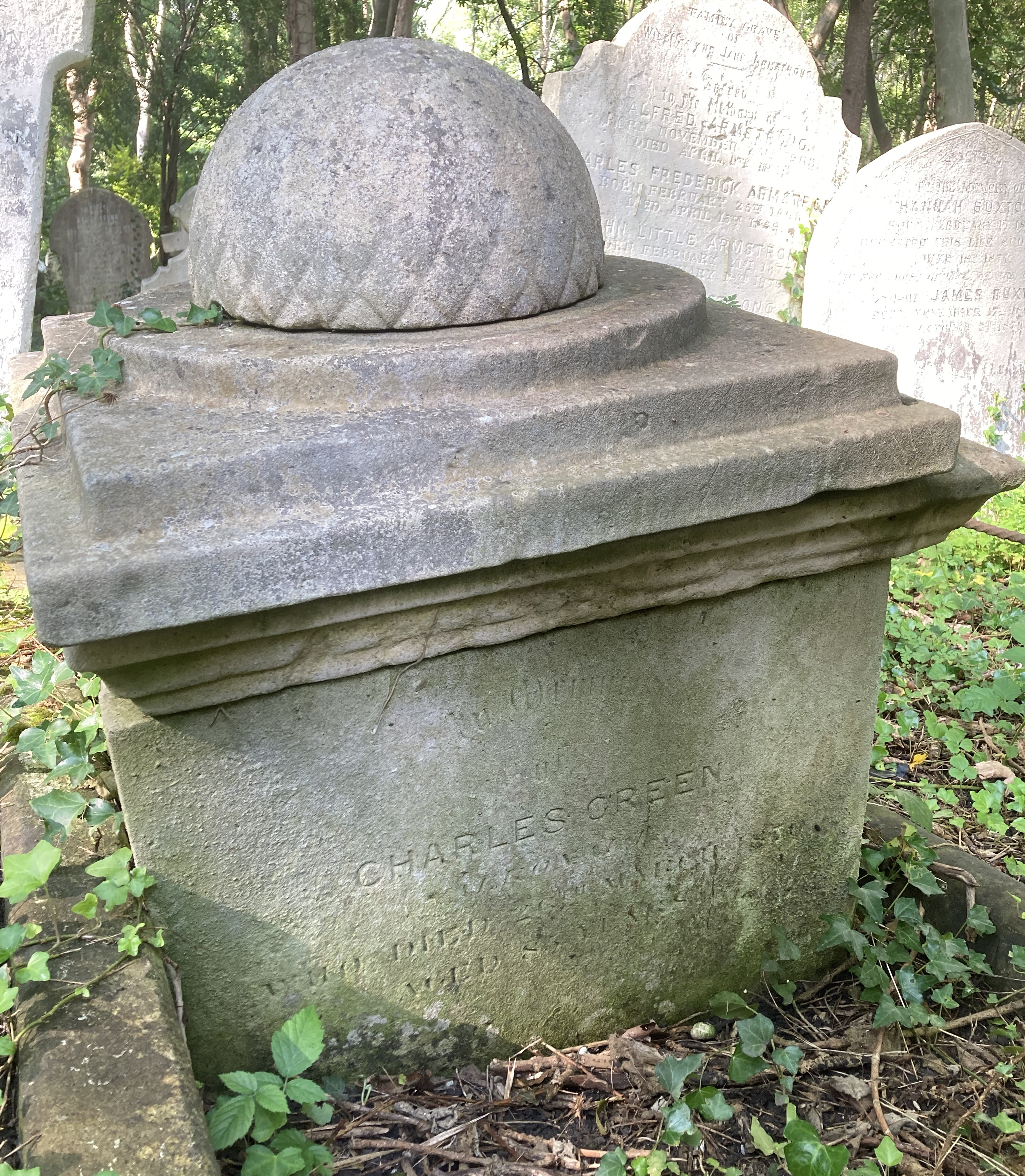
Могила Чарльза Гріна на Гайгейтському кладовищі

За своє життя Чарльз Грін став справжнім авторитетом в польотах на повітряних кулях у Британії. В 1999 році його заслуги гідно оцінила Міжнародна авіаційна федерація (FAI) і внесла його ім'я до своєї почесної «Зали Слави».
Британське товариство «British Balloon and Airship Club» (BBAC) заснувало спеціальний трофей імені Чарльза Гріна Салвера («Charles Green Salver»), який вручають за виняткові льотні досягнення або внесок у розвиток польотів на повітряних кулях. Цей трофей має форму металевого підноса і мав значну історичну цінність, адже був подарований Чарльзу Гріну у 1839 році, після одного з його успішних показових польотів. На підносі є напис: «Подаровано містеру Чарльзу Гріну його другом Річардом Крошей на згадку про їхнє сходження з міста Норвіч 16 жовтня 1839 року». Серед інших, цим трофеєм були нагороджені Бертран Піккар і Браян Джонс за їхній навколосвітній політ здійснений у 1999 році.
Повітряні польоти Чарльза Гріна часто зображались на багатьох картинах і малюнках. Зокрема, англійський художник Е. В. Кокс (E.W. Cocks) створив цілу серію із 7 картин, на яких зображено історію рекордного польоту повітряної кулі Чарльза Гріна з Лондона до Вайльбурга в герцогстві Нассау. Шість картин із цієї серії сьогодні прикрашають виставку Британського музею. Також, повітряні кулі і польоти Чарльза Гріна часто ставали натхненням для створення поштових марок і штемпелів у різних країнах світу.
Польотами Чарльза Гріна часто надихались і письменники, які використовувати їх у свої романах, оповіданнях і п'єсах. Так, у 1844 році Едгар Аллан По використав ідеї Чарльза Гріна про переліт через Атлантику і написав фальшиву історію для газети «The New York Sun». Чарльз Діккенс у своїй першій опублікованій книзі «Етюди Боза» («Sketches by Boz», 1836—1837 рр.) помістив опис власного одноденного візиту до Воксгол-Ґарденз, під час якого родина Грін піднімається в політ на двох повітряних кулях.
Незважаючи на те, що Чарльз Грін так і не був нагороджений медаллю, в честь його рекордного польоту з Англії до герцогства Нассау, згодом була викарбувана бронзова медаль із портретною головою Гріна в профіль на аверсі та видом Вайльбурга на реверсі. Цю медаль спроектував і виготовив Вільям Джозеф Тейлор (1802—1885). Сьогодні, ця медаль є дуже рідкісним і дорогоцінним сувеніром і лише п'ять із них є у публічних колекціях Великої Британії та США і дві чи три знаходяться у відомих приватних колекціях.
Чарльза Гріна було поховано на Гайгейтському кладовищі. Його могилу прикрашає невелика скульптура, яка нагадує оболонку повітряної кулі.